# Выход из протестантской церкви в Нюэнене
«Выход из протестантской церкви в Нюэнене» (нидерл. Het uitgaan van de Hervormde Kerk te Nuenen) — картина известного нидерландского художника Винсента Ван Гога. Она была написана в январе-феврале 1884 года и осенью 1885 года в нидерландском селении Нюэнен. Размеры картины маслом на холсте 41,5 на 32 сантиметра.
Хотя название населённого пункта на языке оригинала произносится [ˈnynə(n)] (Нюнен), в русскоязычной литературе принята транскрипция Нюэнен.

## История
В декабре 1883 года Ван Гог со своей семьёй переехал в Нюэнен, где с 1882 года его отец стал протестантским пастором. Он поселился в одном церковном доме со своими родителями. Хотя отношения Ван Гога с родителями были сложными, художник прожил там до мая 1885 года. В январе 1884 года мать Ван Гога из-за несчастного случая сломала себе бедро. Этот эпизод сблизил художника с матерью и на некоторое время укрепил их отношения. Винсент и его сестра Вил ухаживали за матерью. Таким образом вражда между матерью и сыном на некоторое время исчезла.

## Описание
На данном полотне изображена протестантская церковь в Нюэнене, небольшой деревне в округе Северный Брабант в Нидерландах, в нескольких милях к северо-востоку от Эйндховена. Эта картина была подарком для матери, но выбор сюжета картины свидетельствует о том, что Ван Гог желал сделать приятное и своему отцу. Так он хотел сблизиться с родителями. В эту работу, которую Ван Гог закончил в Нюэнене в 1884 году, в 1885 году он внёс некоторые изменения. На месте людей выходящих из церкви первоначально был изображён крестьянин, а на деревьях не было листьев.

## Похищение картины
Картина «Выход из протестантской церкви в Нюэнене» была похищена прямо из Музея Винсента ван Гога. Это произошло 7 декабря 2002 года. С этой картиной была похищена ещё одна: «Вид на море у Схевенингена». 30 сентября 2016 года стало известно, что итальянская полиция обнаружила оба полотна в убежище одного из главарей мафии; полицейская операция состоялась ещё в январе 2016 года. Оригинальные рамы не сохранились, состояние самих полотен было оценено как удовлетворительное. Картина была возвращена в музей и снова представлена широкой публике в марте 2017 года.  